# Odd-Bjørn Hjelmeset
Odd-Bjørn Hjelmeset (n. 6 decembrie 1971, Nordfjordeid, Sogn og Fjordane, Norvegia) este un schior de fond ce a reprezentat Norvegia, medaliat olimpic. A participat la 3 ediții ale Jocurilor Olimpice (2002, 2006, 2010) în care a câștigat o medalie de argint și o medalie de bronz.